# Amata leimacis
Amata leimacis là một loài bướm đêm thuộc phân họ Arctiinae, họ Erebidae.